# Sindicatura de Cuentas de la Comunidad Valenciana
La Sindicatura de Cuentas de la Comunidad Valenciana (en valenciano y oficialmente Sindicatura de Comptes) es el órgano al que corresponde el control externo económico y presupuestario de la actividad financiera de la administración de la Comunidad Valenciana, de los entes locales comprendidos en su territorio y del resto del sector público valenciano, así como de las cuentas que lo justifiquen.

## Historia
El precedente histórico de la Sindicatura de Comptes es el Oficio del Maestre Racional, creado como institución única para todos los territorios de la Corona de Aragón, por Pedro el Grande en 1283. A petición formulada por las Cortes Valencianas reunidas en 1419, Alfonso V de Aragón creó el cargo de Mestre Racional como institución propia del Reino de Valencia.
A la Institución del Mestre Racional le fueron asignadas las funciones de previsión, dirección y control último de la administración financiera real, destacando, entre todas ellas, la de fiscalización de la gestión financiera. El Mestre Racional analizaba los ingresos y los gastos, anotando en los márgenes de los libros la documentación presentada para la justificación de la contabilidad, así como cuantas observaciones considerase oportunas para el examen de las cuentas. 
El cargo del subsistió a lo largo de la Edad Moderna como institución del Reino de Valencia hasta que la organización política y hacendística cambió a consecuencia de los Decretos de Nueva Planta (1707), tras la Guerra de Sucesión.

## Composición actual
- Síndico Mayor Exmo. Sr. Vicent Cucarella Tormo
- Síndica de Cuentas Exma. Sra. Marcela Miró Pérez
- Síndico de Cuentas Exmo. Sr. Antonio Mira-Perceval Pastor
- Secretario General Accidental Ilmo. Sr. Robert Cortell Gine